# Samedi soir sur la Terre (single)
Samedi soir sur la Terre is een nummer van de Franse singer-songwriter Francis Cabrel uit 1995. Het is de vijfde en laatste single van zijn gelijknamige achtste studioalbum.
"Samedi soir sur la Terre" is een rustige ballad die gaat over een man en een vrouw die elkaar toevallig op een willekeurige zaterdagavond ontmoeten. Ze vinden elkaar aantrekkelijk en er ontstaat romantiek tussen de twee. Hoewel het nummer geen hitlijsten bereikte, werd het wel een radiohit in Frankrijk en wordt het tot op de dag van vandaag nog steeds veel gedraaid.

## Tracklijst
- 7"

1. "Samedi soir sur la Terre" (korte versie) - 6:10
2. "Samedi soir sur la Terre" - 7:31